# سنت أندروز
سنت اندروز (بالإنجليزية: St Andrews)‏ هي بلدة وRoyal burgh تقع في المملكة المتحدة في فايف. يقدر عدد سكانها بـ 16,680 نسمة .

## المدن التوأمة
مدينة Loches هي مدينة توأمة لـسنت اندروز.

## أعلام
- جون ماير
- هربرت روز
- توم بروستر
- ألفرد دوغلاس
- آدم فيرغسون
- قنسطنطين الثاني
- أندرو بيل
- ألكسندر ويلسون
- إدموند روبرتسون
- جوناتان بوروين
- توم واتسون